# Eriastrum
Eriastrum es un género con catorce especies de plantas con flores perteneciente a la familia Polemoniaceae. 
Son flores silvestres que son algo diferentes en apariencia, pero  generalmente erectas, de tallos delgados  de hierbas que llevan flores de color blanco a púrpura. La mayoría de las especies tienen inflorescencias que son palmeadas con una malla de fibras blancas. Son nativas de América del Norte occidental.

## Especies seleccionadas
- Eriastrum abramsii
- Eriastrum brandegeae
- Eriastrum densifolium
- Eriastrum diffusum
- Eriastrum eremicum
- Eriastrum filifolium
- Eriastrum hooveri
- Eriastrum luteum
- Eriastrum pluriflorum
- Eriastrum sapphirinum
- Eriastrum sparsiflorum
- Eriastrum tracyi
- Eriastrum virgatum
- Eriastrum wilcoxii